# Девау (аэропорт)
Девау (нем. Devau) — бывший городской аэропорт Кёнигсберга (позднее Калининграда), один из первых гражданских аэропортов мира и первый в Европе. 
До недавнего времени являлся спортивным аэродромом, здесь базировался ПОУ «Калининградский авиационно-спортивный клуб ДОСААФ России».

## История
Открывшийся в 1919 году на месте закрытой авиабазы аэропорт Кёнигсберг-Девау (Königsberg-Devau) стал одним из первых аэропортов мира. Сюда в 1922 году впервые прибыли самолёты авиакомпании Дерулюфт, начавшей работать на авиалинии Москва—Рига—Кёнигсберг, первой международной авиалинии СССР; осуществлялись полеты в Берлин, Москву и Ленинград.
В 1921 году в Девау открылась метеослужба, ставшая первой в мире стационарной авиационной метеослужбой.
Торжественно открытый 8 ноября 1922 года аэровокзал (не сохранился) стал первым аэровокзалом в Европе.
В 1920-е годы на Девау побывали известные поэты Сергей Есенин и Владимир Маяковский.
В 1930-х годах на Девау совершил посадку АНТ-25, который пилотировали известные лётчики Валерий Чкалов, Георгий Байдуков и Александр Беляков.
В 1926 году из аэропорта в Берлин стали осуществляться ночные пассажирские рейсы — одни из первых в мире.
После Второй мировой войны с аэродрома осуществлялись внутренние и международные авиаперевозки, которые были прекращены в конце 1970-х годов. Постепенно Девау утратил статус городского аэропорта, уступив место новому аэропорту Храброво. Позднее здесь выполнялись полёты сельскохозяйственной авиации, а затем открылся авиационно-спортивный клуб ДОСААФ.
| год             | 1922 | 1925 | 1930 | 1935 | 1940 |
| тыс. пассажиров | 0,92 | 2,61 | 3,38 | 6,74 | 14,1 |

## Современное состояние
В соответствии с обнародованным в июне 2004 года генеральным планом Калининграда Девау должен сохранить статус рекреационного объекта, на его территории также предполагается создать музей авиации.
На территории аэродрома находилась посадочная площадка, имевшая название Малое Исаково по аналогии с названием одноимённого посёлка, расположенного чуть севернее аэродрома.
В 1990-е и 2000-е годы на территории аэродрома устраивались массовые развлекательные мероприятия.
В начале 2019 года оператор аэродрома получил свидетельство о государственной регистрации и годности аэродрома к эксплуатации ещё на 5 лет. В новом свидетельстве класс аэродрома снижен с III до IV (взлётная масса принимаемых воздушных судов для III класса — от 10 до 30 т, для IV класса — до 10 тонн).
Также, 18 августа 2019 года (в День авиации) на аэродроме отметили столетие Девау. В рамках мероприятия, впервые, с окончания войны на взлётно-посадочную полосу аэродрома садились иностранные (в том числе немецкие) самолёты. После праздника, посвящённого юбилею, руководство аэродрома заявило о том, что это, вероятно, был последний прилёт самолётов на Девау.
В настоящее время аэродром не эксплуатируется. Последний взлёт воздушного судна был осуществлен летом 2021 года с целью перемещения самолёта АН-2 на новое место дислокации (аэродром Нивенское, актуальное место размещения Калининградского авиационно-спортивного клуба).

## Спор с администрацией Калининградской области
В течение нескольких лет между калининградским отделением ДОСААФ и руководством Калининградской области ведутся споры, в том числе и судебные, за прилегающую к аэродрому территорию. Территория в зоне глиссады бывшего лётного поля предполагается использоваться под застройку жилыми домами и размещение парковки, однако представители ДОСААФ отказывают в подписании необходимых для начала строительства документов. Территория исторического аэродрома стала камнем преткновения, на лето 2019 года ситуация продолжает оставаться спорной.
В рамках этого спора во время проведения мероприятий в честь юбилея Девау в регионе разгорелось несколько скандалов, в том числе вызванных прилетевшими самолётами. В калининградской прессе из-за этого праздник имел резко негативную оценку, федеральные и международные СМИ, напротив, высоко оценили празднование столетнего юбилея Девау. Ставший причиной конфликта самолёт не имеет в своей раскраске символики, запрещённой законодательством РФ или законодательством европейских стран.